# Bothriomyrmecini
Bothriomyrmecini este un trib al furnicilor Dolichoderinae cu 5 genuri.

## Genuri
- Arnoldius, Dubovikov, 2005
- Bothriomyrmex, Emery, 1869
- Chronoxenus, Santschi, 1919
- Loweriella, Shattuck, 1992
- Ravavy, Fisher, 2009